# Carex dailingensis
Carex dailingensis är en halvgräsart som beskrevs av Yi Liang Chou. Carex dailingensis ingår i släktet starrar, och familjen halvgräs. Inga underarter finns listade i Catalogue of Life.